# Phreatia louisiadum
Phreatia louisiadum är en orkidéart som beskrevs av Friedrich Fritz Wilhelm Ludwig Kraenzlin. Phreatia louisiadum ingår i släktet Phreatia och familjen orkidéer. Inga underarter finns listade i Catalogue of Life.